# Colgate Series Championships 1977, одиночний розряд
В одиночному розряді тенісного турніру Colgate Series Championships 1977, який проходив в рамках Туру WTA 1977, Кріс Еверт здобула титул, у фіналі перемігши Біллі Джин Кінг 6-2, 6-2.

## Основна сітка

### Групова частина

#### Група 1
| # | Переможниця         | Суперниця           | Рахунок       |
| 1 | Діанне Фромгольтц   | Кріс Еверт          | 7-6, 6-4      |
| 2 | Вірджинія Вейд      | Мартіна Навратілова | 7-6, 7-5      |
| 3 | Кріс Еверт          | Мартіна Навратілова | 6-4, 6-1      |
| 4 | Кріс Еверт          | Вірджинія Вейд      | 1-6, 6-4, 6-4 |
| 5 | Мартіна Навратілова | Діанне Фромгольтц   | 6-4, 3-6, 6-3 |
| 6 | Вірджинія Вейд      | Діанне Фромгольтц   | 7-5, 6-4      |

| # | N° | Гравчиня            | Матчів В-П | Сетів В-П |
| 1 |    | Кріс Еверт          | 2-1        | 4-3       |
| 2 |    | Вірджинія Вейд      | 2-1        | 5-2       |
| 3 |    | Діанне Фромгольтц   | 1-2        | 3-4       |
| 4 |    | Мартіна Навратілова | 1-2        | 2-5       |

#### Група 2
| # | Переможниця     | Суперниця      | Результат     |
| 1 | Біллі Джин Кінг | Венді Тернбулл | 6-3, 6-2      |
| 2 | Керрі Рід       | Бетті Стеве    | 6-2, 6-3      |
| 3 | Венді Тернбулл  | Бетті Стеве    | 7-6, 6-2      |
| 4 | Біллі Джин Кінг | Керрі Рід      | 7-6, 4-6, 6-1 |
| 5 | Біллі Джин Кінг | Бетті Стеве    | 6-2, 6-3      |
| 6 | Керрі Рід       | Венді Тернбулл | 6-4, 6-2      |

| # | N° | Гравчиня        | Матчів В-П | Сетів В-П |
| 1 |    | Біллі Джин Кінг | 3-0        | 6-1       |
| 2 |    | Керрі Рід       | 2-1        | 5-2       |
| 3 |    | Венді Тернбулл  | 1-2        | 2-4       |
| 4 |    | Бетті Стеве     | 0-3        | 0-6       |

### Легенда
| - Q = Кваліфаєр - WC = Вайлд-кард - LL = Щасливий лузер | - Alt = Заміна - SE = Виняток - PR = Захищений рейтинг | - w/o = Без гри - r = Зняття - d = Присуджено перемогу |

|  | Фінал |                 |   |   |  |  |
|  |       |                 |   |   |  |  |
|  |       | Кріс Еверт      | 6 | 6 |  |  |
|  |       | Біллі Джин Кінг | 2 | 2 |  |  |

## Нотатка
1. ↑  Попри гірший показник за сетами, ніж у Вірджинії Вейд, Кріс Еверт посіла перше місце в групі, оскільки перемогла її в особистій зустрічі